# Calomys laucha
La laucha chica o laucha de campo (Calomys laucha) es una especie de roedor de pequeño tamaño perteneciente al género Calomys de la familia Cricetidae. Habita en el este del Cono Sur de Sudamérica.

## Taxonomía
Esta especie fue descrita originalmente en el año 1814 por el anatomista, entomólogo y paleontólogo alemán Fischer.
Localidad tipo
La localidad tipo referida es: Paraguay, departamento Central, cercanías de Asunción.

## Distribución geográfica y hábitat
Se distribuye en el norte, noreste y este de Argentina, Chile, Paraguay, este de Bolivia, sur de Brasil y Uruguay. Puede vivir en un amplio espectro de hábitats secos, bosques abiertos, tierras agrícolas, sierras, pastizales, etc.

## Conservación
Según la organización internacional dedicada a la conservación de los recursos naturales Unión Internacional para la Conservación de la Naturaleza (IUCN), al no poseer mayores peligros y vivir en muchas áreas protegidas, la clasificó como una especie bajo “preocupación menor” en su obra: Lista Roja de Especies Amenazadas.